# Vicente Cervera Salinas
Vicente Cervera Salinas (Albacete, 7 de febrero de 1961) es profesor, poeta y ensayista español. Catedrático de Literatura Española de la Universidad de Murcia desde 2004,  es especialista en Literatura Hispanoamericana.  

## Biografía
Se licenció en Filología Hispánica en la Universidad de Murcia, donde se doctoró en 1989 con una tesis sobre la clave lírica del escritor argentino Jorge Luis Borges. Además, se licenció en Arte Dramático y Música Vocal por el Conservatorio Superior de Murcia. En 1993 comenzó su trayectoria poética con la obra De Aurigas inmortales.
Desde 2004 es catedrático de Literatura Española en dicha universidad.  Fue presidente de la Asociación de Estudios Literarios Hispanoamericanos de 2014 a 2018 y dirigió el Aula de Humanidades de la Universidad de Murcia.  Ha visitado como docente diversas instituciones universitarias, como la Universidad de La Habana en 1996, la Universidad de San José de Costa Rica entre 1997 y 1998, o la Universidad Buenos Aires en 1999, además del Institut für Romanistik de la Universidad de Viena en 2000 y 2001. 
También es director junto a la profesora María Dolores Adsuar Fernández  de la revista de investigación y crítica estética Cartaphilus. En febrero de 2019 se presentó la primera tesis doctoral en la que se estudia de manera exhaustiva su obra poética en relación con sus circunstancias vitales y producción ensayística.

## Reconocimientos
En 1993 recibió el accésit del Premio América de Poesía, promovido por la Comisión V Centenario en Murcia y prologado por el poeta español Antonio Colinas.

## Obra
Poesía
- De Aurigas inmortales, Comisión del V Centenario, Murcia, 1993. Prólogo de Antonio Colinas.
- La Partitura, Vitruvio, Madrid, 2001. Prólogo de Antonio Requeni.
- El alma oblicua, Verbum, Madrid, 2003. Prólogo de Antonio Cillóniz.
- L'anima obliqua, Levante Editori, Bari, 2008. Traducción de Elsa Rovidone. Prólogo de Gabriele Morelli.
- Escalada y otros poemas, Verbum, Madrid, 2010. Prólogo de José Emilio Pacheco.

Ensayo
- La poesía de Jorge Luis Borges: historia de una eternidad. Murcia, Editum, 1992.
- La poesía del logos, Murcia, Editum, 1992.
- La Poesía y la Idea. Fragmentos de una vieja querella (Premio Nacional "Anthropos" de Ensayo, 1992). Universidad de San José de Costa Rica, 2001. (Segunda Edición: Murcia, Editum, Editorial El Otro@El Mismo, 2007). Prólogo de José María Pozuelo Yvancos.
- La palabra en el espejo. Estudios de literatura hispanoamericana comparada. Murcia, Editum, 1996
- El compás de los sentidos. Murcia, Editum, 1998.
- Borges en la ciudad de los inmortales. Sevilla, Editorial Renacimiento, 2014.
- El síndrome de Beatriz en la literatura hispanoamericana, Iberoamericana Vervuet, 2006. Con él recorre el tratamiento de la Beatrice de Dante Alighieri a lo largo de los siglos en la literatura occidental, especialmente la hispanoamericana, y su deconstrucción en el último siglo.

Edición
- Henríquez Ureña, Pedro: Historia cultural y literaria de la América hispánica. Edición de Vicente Cervera. Verbum, Madrid, 2007
- Piñera, Virgilio: Cuentos fríos. El que vino a salvarme. Edición de Vicente Cervera y Mercedes Serna. Cátedra, 2008.

Volúmenes coordinados
- Cervera Salinas, Vicente – Lastra Meliá, Antonio (ed.): Los reinos de Santayana. Universidad de Valencia, 2002.
- Cervera Salinas, Vicente – Hernández González, Belén – Adsuar Fernández, María Dolores (eds.): El ensayo como género literario. Murcia, Editum, 2005.
- Cervera Salinas, Vicente – Carrión Pujante, María del Carmen – Adsuar Fernández, María Dolores (eds.): Los tratados de Espinosa. La imposible teología del burgués. Editum, 2006.
- Cervera Salinas, Vicente – Hernández González, Belén – Adsuar Fernández, María Dolores (ed.): Giovanni Papini. El prisionero de sí mismo. Murcia, Editum, 2007.
- Cervera Salinas, Vicente – Adsuar Fernández, María Dolores (eds.): Alma América In Honorem Victorino Polo. Murcia, Editum, 2008. 2 volúmenes.
- Cervera Salinas, Vicente – Adsuar Fernández, María Dolores (eds.): Ensayo, memoria cultural y traducción en Sur. Murcia, Editum, 2014.
- Cervera Salinas, Vicente – Adsuar Fernández, María Dolores (eds.): Letras libres de un repertorio americano: Historias de sus revistas literarias. Murcia, Editum, 2015.
- Cervera Salinas, Vicente – Adsuar Fernández, María Dolores (eds.): Avatares del hacedor. Madrid, Verbum, 2017.